# Едикуле чешма
Едикуле чешма (на гръцки: Κρήνη του Επταπυργίου) е историческа османска чешма в македонския град Солун, Гърция.
Чешмата е разположена в Горния град - бившата турска махала, край Едикуле (Ептапиргио), близо до сегашния площад „Ептапиргио“. Фасадата на чешмата, която не е запазена, е била изградена от разноцветни камъни и сигурно е завършвала с арка. От двете страни е имало има отвори, в които може да се постави малка кана или съд. Чешмата има много добро запазено мраморно корито. В повечето османски чешми коритата са от антични, предимно римски саркофази.